# Клаино кон Остено
Клаино кон Остено (итал. Claino con Osteno) је насеље у Италији у округу Комо, региону Ломбардија.
Према процени из 2011. у насељу је живело 11 становника. Насеље се налази на надморској висини од 276 м.

## Становништво
| 1936. | 1951. | 1961. | 1971. | 1981. | 1991. | 2001. | 2011. |
| ----- | ----- | ----- | ----- | ----- | ----- | ----- | ----- |
| 733   | 762   | 685   | 610   | 613   | 610   | 528   | 543   |